# Guilly Koster
Guillaume Delano (Guilly) Koster (Paramaribo, Suriname, 2 april 1955) is een Nederlands presentator, auteur en acteur.

## Loopbaan
Op televisie presenteerde hij onder andere de programma's Massiv (1997-1999), Boter, kaas en eieren (2006-2007), Circus Kiekeboe (2002-2003) en Bij Lobith (1988-1989), de eerste zwarte talkshow in Nederland, die hij samen met Ivette Forster presenteerde.
In 2005 verscheen bij uitgeverij Conserve zijn boek De Lakjurk waaraan hij al sinds 1991 werkte.
Daarnaast speelde Koster als acteur in De buurtsuper (1995), De Zeemeerman (1996), Rent a Friend (2000), Novellen: Blackout (2001), Het geheime dagboek van Hendrik Groen (2017-2019) en iHostage (2025).
Vanaf 1990 produceerde hij tevens een aantal theaterproducties.
Koster is de afgelopen jaren vooral actief op sociale media met onder andere de eigen talkshow The ordinary peeps (TOP) onder de noemer Hard Op Zwart (HOPZ).

## Privé
Koster werd geboren uit een buitenechtelijke relatie. Hij kwam in april 1962 met zijn moeder naar Nederland waar hij opgroeide in Amsterdam. In 1967 remigreerde hij met zijn inmiddels hertrouwde moeder naar zijn geboorteland, waar hij het Mr. Dr. J. C. de Miranda Lyceum volgde. In 1970 keerde hij terug naar Nederland. Hij volgde een pilotenopleiding in Eelde, maar maakte die niet af.
- Digitale Bibliotheek voor de Nederlandse Letteren: kost050
- International Standard Name Identifier: 0000 0003 9377 5608
- Nederlandse Thesaurus van Auteursnamen: 288672593
- Virtual International Authority File: 288139991